# Лёгкая атлетика на летних Олимпийских играх 1908 — бег на 100 метров
Соревнования по бегу на 100 метров среди мужчин на летних Олимпийских играх 1908 прошли с 20 по 22 июля. Приняли участие 60 спортсменов из 16 стран.

## Призёры
| Золото                         | Серебро           | Бронза             |
| Реджинальд Уолкер Южная Африка | Джеймс Ректор США | Роберт Керр Канада |

## Рекорды
| Мировой рекорд     | Официального рекорда не было до 6 июля 1912 года | —      |                               |                           |  |
| Олимпийский рекорд | Фрэнк Джарвис (USA) Джон Тьюксбери (USA)         | 10,8 с | Париж, Франция Париж, Франция | 14 июля 1900 14 июля 1900 |  |

## Соревнование

### Предварительные забеги
| Место | Спортсмен                 | Результат  |
| ----- | ------------------------- | ---------- |
| 1     | Эдвард Даффи (RSA)        | 11,6 с     |
| 2     | Георгиус Скутаридес (GRE) | Неизвестен |
| 3     | Виктор Хенни (NED)        | Неизвестен |

| Место | Спортсмен              | Результат  |
| ----- | ---------------------- | ---------- |
| 1     | Джон Джордж (GBR)      | 11,6 с     |
| 2     | Оскар Гуттормсен (NOR) | Неизвестен |

| Место | Спортсмен                | Результат  |
| ----- | ------------------------ | ---------- |
| 1     | Натаниэль Картмелл (USA) | 11,0 с     |
| 2     | Жорж Мальфе (FRA)        | Неизвестен |
| 3     | Артур Гофман (GER)       | Неизвестен |
| 4     | Эверт Копс (NED)         | Неизвестен |

| Место | Спортсмен               | Результат  |
| ----- | ----------------------- | ---------- |
| 1     | Реджинальд Уолкер (RSA) | 11,6 с     |
| 2     | Жан Конингс (BEL)       | Неизвестен |
| 3     | Денис Мюррей (GBR)      | Неизвестен |
| 4     | Эдгар Киралфи (USA)     | Неизвестен |
| 5     | Эрнестус Гревен (NED)   | Неизвестен |

| Место | Спортсмен            | Результат  |
| ----- | -------------------- | ---------- |
| 1     | Роберт Клауен (USA)  | 11,0 с     |
| 2     | Йохан Йохансен (NOR) | Неизвестен |
| 3     | Дэвид Беланд (CAN)   | Неизвестен |
| —     | Генри Хармер (GBR)   | DNF        |

| Место | Спортсмен                | Результат  |
| ----- | ------------------------ | ---------- |
| 1     | Уильям Мэй (USA)         | 11,2 с     |
| 2     | Виктор Жакемин (BEL)     | Неизвестен |
| 3     | Л. Леска (FRA)           | Неизвестен |
| 4     | Михалис Паскалидис (GRE) | Неизвестен |

| Место | Спортсмен              | Результат  |
| ----- | ---------------------- | ---------- |
| 1     | Роберт Дункан (GBR)    | 11,4 с     |
| 2     | Кнут Стенборг (SWE)    | Неизвестен |
| 3     | Ганс Айке (GER)        | Неизвестен |
| 4     | Умберто Барроцци (ITA) | Неизвестен |
| 5     | Рагнар Стенберг (FIN)  | Неизвестен |

| Место | Спортсмен            | Результат  |
| ----- | -------------------- | ---------- |
| 1     | Лестер Стивенс (USA) | 11,2 с     |
| 2     | Кнут Линдберг (SWE)  | Неизвестен |
| 3     | Гайнрих Редер (GER)  | Неизвестен |
| 4     | Уильям Мюррей (GBR)  | Неизвестен |

| Место | Спортсмен             | Результат  |
| ----- | --------------------- | ---------- |
| 1     | Джон Мортон (GBR)     | 11,2 с     |
| 2     | Аксель Петерсен (DEN) | Неизвестен |
| 3     | Якобус Хогвелд (NED)  | Неизвестен |

| Место | Спортсмен         | Результат  |
| ----- | ----------------- | ---------- |
| 1     | Роберт Керр (CAN) | 11,0 с     |
| 2     | М. Чепмен (GBR)   | Неизвестен |
| —     | Пауль Фишер (GER) | DNF        |

| Место | Спортсмен             | Результат  |
| ----- | --------------------- | ---------- |
| 1     | Уильям Хемилтон (USA) | 11,2 с     |
| 2     | Паль Шимон (HUN)      | Неизвестен |
| 3     | Г. Лямотт (FRA)       | Неизвестен |
| —     | Герберт Филиппс (RSA) | DNF        |

| Место | Спортсмен             | Результат  |
| ----- | --------------------- | ---------- |
| 1     | Гарольд Хафф (USA)    | 11,4 с     |
| 2     | Генри Панкхёрст (GBR) | Неизвестен |
| 3     | Карл Фриксдал (SWE)   | Неизвестен |

| Место | Спортсмен              | Результат  |
| ----- | ---------------------- | ---------- |
| 1     | Лоусон Робертсон (USA) | 11,4 с     |
| 2     | Фрэнк Лукман (CAN)     | Неизвестен |
| 3     | Генри Панкхёрст (GBR)  | Неизвестен |
| 4     | Эдуард Шёнекер (AUT)   | Неизвестен |

| Место | Спортсмен                      | Результат  |
| ----- | ------------------------------ | ---------- |
| 1     | Натаниэль Шерман (USA)         | 11,2 с     |
| 2     | Луи Себер (CAN)                | Неизвестен |
| 3     | Гарольд Уотсон (GBR)           | Неизвестен |
| 4     | Фридьеш Мезеф-Виснер (HUN)     | Неизвестен |
| 5     | Герман фон Бённингхаузен (GER) | Неизвестен |

| Место | Спортсмен           | Результат  |
| ----- | ------------------- | ---------- |
| 1     | Джеймс Ректор (USA) | 10,8 с =OR |
| 2     | Вильмош Рац (HUN)   | Неизвестен |
| 3     | Вилли Колмей (GER)  | Неизвестен |

| Место | Спортсмен              | Результат  |
| ----- | ---------------------- | ---------- |
| 1     | Джеймс Старк (GBR)     | 11,8 с     |
| 2     | Гаспаре Торретта (ITA) | Неизвестен |

| Место | Спортсмен         | Результат  |
| ----- | ----------------- | ---------- |
| 1     | Патрик Роч (GBR)  | 11,8 с     |
| 2     | Карл Бехлер (GER) | Неизвестен |

### Полуфинал
| Место | Спортсмен               | Результат  |
| ----- | ----------------------- | ---------- |
| 1     | Реджинальд Уолкер (RSA) | 10,8 с =OR |
| 2     | Уильям Мэй (USA)        | Неизвестен |
| 3     | Патрик Роч (GBR)        | Неизвестен |
| 4     | Лестер Стивенс (USA)    | Неизвестен |
| —     | Роберт Клауен (USA)     | DNS        |

| Место | Спортсмен              | Результат  |
| ----- | ---------------------- | ---------- |
| 1     | Роберт Керр (CAN)      | 11,0 с     |
| 2     | Натаниэль Шерман (USA) | Неизвестен |
| 3     | Джон Мортон (GBR)      | Неизвестен |
| —     | Уильям Хемилтон (USA)  | Неизвестен |

| Место | Спортсмен           | Результат  |
| ----- | ------------------- | ---------- |
| 1     | Джеймс Ректор (USA) | 10,8 с =OR |
| 2     | Гарольд Хафф (USA)  | Неизвестен |
| 3     | Эдвард Даффи (RSA)  | Неизвестен |
| 4     | Роберт Дункан (GBR) | Неизвестен |

| Место | Спортсмен                | Результат  |
| ----- | ------------------------ | ---------- |
| 1     | Натаниэль Картмелл (USA) | 11,2 с     |
| 2     | Лоусон Робертсон (USA)   | Неизвестен |
| 3     | Джеймс Старк (GBR)       | Неизвестен |
| 4     | Джон Джордж (GBR)        | Неизвестен |

### Финал
| Место | Спортсмен                | Результат  |
| ----- | ------------------------ | ---------- |
| 1     | Реджинальд Уолкер (RSA)  | 10,8 с =OR |
| 2     | Джеймс Ректор (USA)      | Неизвестен |
| 3     | Роберт Керр (CAN)        | Неизвестен |
| 4     | Натаниэль Картмелл (USA) | Неизвестен |